# National Enterprises Corporation FC
Der National Enterprises Corporation Football Club, auch einfach nur NEC FC genannt, ist ein 2017 gegründeter ugandischer Fußballverein aus der Hauptstadt Kampala. Aktuell, Stand Oktober 2024, spielt der Verein in der ersten Liga, der Ugandan Super League.

## Erfolge
- Ugandischer Pokalfinalist: 2024

## Stadion
Der Verein trägt seine Heimspiele im MTN Omondi Stadium in Kampala aus. Das Stadion hat ein Fassungsvermögen von 10.000 Personen.

## Trainer
Stand: Oktober 2024
| Trainer          | Nation | von          | bis |
| ---------------- | ------ | ------------ | --- |
| Hussein Mbalangu | Uganda | 1. Juli 2023 |     |